# Motel (singel B’z)
MOTEL – piętnasty singel japońskiego zespołu B’z, wydany 21 listopada 1994 roku. Osiągnął 1 pozycję w rankingu Oricon i pozostał na liście przez 13 tygodni, sprzedał się w nakładzie 1 316 300 egzemplarzy. Singel zdobył status płyty Milion.
Utwór tytułowy został wykorzystany w reklamie Boutique JOY firmy Miki.

## Lista utworów
| Nr | Tytuł              | Czas |
| -- | ------------------ | ---- |
| 1. | „MOTEL”            | 4:24 |
| 2. | „hole in my heart” | 3:19 |

## Muzycy
- Tak Matsumoto: gitara, kompozycja i aranżacja utworów
- Kōshi Inaba: wokal, teksty utworów
- Masao Akashi: bas, aranżacja
- Jun Aoyama: perkusja
- Takanobu Masuda: Organy Hammonda
- Akira Onozuka: fortepian (#1)
- JUNICHI HIIRO Strings： instrumenty smyczkowe (#1)
- Susumu Kazuhara Brass Section: instrumenty dęte (#2)
- Suzuki Yasushi: chórek (#1)
- B+U+M

## Notowania
| Lista                                  | Pozycja |
| -------------------------------------- | ------- |
| Oricon Weekly Singles Chart            | 1       |
| Oricon Monthly Singles Chart           | 1       |
| Oricon Yearly Singles Chart (rok 1994) | 1       |
| Oricon Yearly Singles Chart (rok 1995) | 18      |